# Javier Fragoso
Javier Gonzalo Fragoso Rodríguez (ur. 19 kwietnia 1942 w Meksyku, zm. 28 grudnia 2014 w Cuernavace) – meksykański piłkarz występujący na pozycji pomocnika.

## Kariera klubowa
W swojej karierze Fragoso reprezentował barwy zespołów Club América, Zacatepec oraz Puebla. Wraz z Amériką zdobył mistrzostwo Meksyku (1966) oraz dwa Puchary Meksyku (1964, 1965).

## Kariera reprezentacyjna
W reprezentacji Meksyku Fragoso zadebiutował w 1965 roku. Wcześniej, w 1964 roku znalazł się w drużynie na Letnie Igrzyska Olimpijskie, zakończone przez Meksyk na fazie grupowej.
W 1966 roku został powołany do kadry na Mistrzostwa Świata. Zagrał na nich w meczu z Francją (1:1), a Meksyk odpadł z turnieju po fazie grupowej.
W 1970 roku Fragoso ponownie wziął udział w Mistrzostwach Świata. Wystąpił na nich w spotkaniach ze Związkiem Radzieckim (0:0), Salwadorem (4:0, gol), Belgią (1:0) i Włochami (1:4). Tamten turniej Meksyk zakończył na ćwierćfinale.
W latach 1965–1970 w drużynie narodowej Fragoso rozegrał 45 spotkań i zdobył 19 bramek.